# Marcus Ventzke
Marcus Ventzke (*  29. April 1970 in  Altenburg) ist ein deutscher Historiker, Geschichtstheoretiker und Geschichtsdidaktiker. Er ist Privatdozent an der Katholischen Universität Eichstätt-Ingolstadt und Geschäftsführer des Instituts für digitales Lernen, an dem das erste digitale und multimediale Schulbuch Deutschlands (MBook-Projekt) entwickelt wurde.

## Leben und Werdegang
Ventzke studierte an der Friedrich-Schiller-Universität Jena Geschichte und Philosophie auf Lehramt und erwarb 1997 das Erste Staatsexamen. 1998 wurde er im Teilprojekt „Hof, Herrschaft und politische Kultur“ Mitarbeiter des DFG-Sonderforschungsbereichs 482 „Ereignis Weimar-Jena. Kultur um 1800“ und wurde 2002 mit der Arbeit „Das Herzogtum Sachsen-Weimar-Eisenach 1775-1783. Ein Modellfall aufgeklärter Herrschaft?“ promoviert. Diese erschien 2004 als Band 10 der Veröffentlichungen der Historischen Kommission für Thüringen (Kleine Reihe). 2003 war Ventzke Volontär am Museum für Kommunikation Berlin und arbeitete dabei an der Planung und Umsetzung der Ausstellung „Tierische Kommunikation. Tiere hören hin, Tiere bekennen Farbe, Tiere lügen nicht“ mit. Von 2003 bis 2005 absolvierte Ventzke das Referendariat und erlangte 2005 das zweite Staatsexamen für das Höhere Lehramt an Gymnasien. Von 2005 bis 2009 war Ventzke Gymnasiallehrer und Internatsmentor am Sächsischen Landesgymnasium St. Afra in Meißen. In dieser Zeit war er auch Mitglied des internationalen Forschungsprojekts zur Förderung und Entwicklung von reflektiertem Geschichtsbewusstsein (Comenius 2.1).
2009 wechselte er als wissenschaftlicher Mitarbeiter der Professur für Theorie und Didaktik der Geschichte an die Katholische Universität Eichstätt-Ingolstadt. Zusammen mit Florian Sochatzy und Waltraud Schreiber gründete er 2011 das Institut für digitales Lernen, an dem er die Entwicklung des ersten digitalen und multimedialen Geschichtsschulbuchs Deutschlands mitinitiierte und maßgeblich mit vorantrieb. In den Jahren 2015 und 2016 war er Mitarbeiter im Verbundprojekt Inklusives Lernen und Leben in der Schule an der Katholischen Universität Eichstätt-Ingolstadt. Zu Forschungszwecken ging er 2016 nach Princeton (USA). 2016 habilitierte er sich an der Katholischen Universität Eichstätt-Ingolstadt mit einer Arbeit über Zeitkonstruktionen in der Geschichte. Seit dem Wintersemester 2016/17 ist er dort Privatdozent.

## Wissenschaftliches Wirken
Neben fachwissenschaftlichen Forschungen zur Frühen Neuzeit (Reformation und Deutscher Bauernkrieg, Dreißigjähriger Krieg, Aufgeklärter Absolutismus, wettinische Landesgeschichte, Rezeptionsgeschichte) befasst sich Ventzke im fachdidaktischen und geschichtstheoretischen Bereich mit Forschungen zu historischen Begriffskonzepten und Kategorien, historischen Zeitkonstruktionen sowie Angewandter Geschichte/Public History. Hinzu kommen intensive Arbeiten in den Bereichen Medienrevolution und Unterricht sowie inklusiver Fachunterricht.
Ausgehend von seinen umfangreichen Erfahrungen in Forschung und Vermittlung (Unterricht, Ausstellungsgestaltung, Publikations- und Vortragstätigkeit) plädiert Ventzke für eine pragmatische Wende in der Geschichtsdidaktik. Das bedeutet etwa für den Bereich der Kompetenzorientierung, die theoretischen Arbeiten über Kompetenzmodelle mit Lehrplanarbeit, Lehr- und Lernmittelgestaltung sowie langfristig angelegten Fort- und Weiterbildungskonzepten stärker zu verbinden.
Überzeugt vom disruptiven Charakter der digitalen Revolution agiert Ventzke zumeist themen- und institutionenübergreifend. Er ist einer der wesentlichen deutschen Innovatoren in den Bereichen neue Medien und digitales Lernen. Dazu arbeitete er in seinen Projekten u. a. mit der Medienberatung NRW, dem Ministerium der Deutschsprachigen Gemeinschaft in Belgien sowie diversen Forschungseinrichtungen zusammen.
In seiner Habilitationsschrift plädiert er für einen „temporal turn“ in der Geschichtswissenschaft und verdeutlicht die  erkenntnisfördernde Wirkung der Untersuchung von Zeitkonstruktionen – auch am Beispiel des multimedialen Schulbuchs (mBook).

## Veröffentlichungen (Auswahl)
- Marcus Venzke (Hg.): Hofkultur und aufklärerische Reformen in Thüringen. Die Bedeutung des Hofes im späten 18. Jahrhundert. Köln/Weimar/Wien 2002.
- Marcus Ventzke: Das Herzogtum Sachsen-Weimar-Eisenach 1775-1783. Ein Modellfall aufgeklärter Herrschaft? (= Veröffentlichungen der Historischen Kommission für Thüringen. Kleine Reihe, Bd. 10), Köln/Weimar/Wien 2004.
- Marcus Ventzke, Sylvia Mebus: Geschichte für Kids. Die Vergangenheit entdecken und Geschichte selbst erleben. Heidelberg 2008.
- Marcus Ventzke, Sylvia Mebus, Waltraud Schreiber (Bearb.): Geschichte denken statt pauken in der Sekundarstufe II. 20 Jahre nach der Friedlichen Revolution: Deutsche und europäische Perspektiven im gymnasialen Geschichtsunterricht, hg. vom Sächsischen Bildungsinstitut, Radebeul 2010.
- Marcus Ventzke, Florian Sochatzy, Waltraud Schreiber: mBook Geschichte – Geschichte denken statt Pauken. Geschichtsbuch für die Sekundarstufe II und III der Deutschsprachigen Gemeinschaft Belgiens, Bde. 1–5, Eichstätt 2013.
- Marcus Ventzke:  Frühe Neuzeit (= mBook Geschichte – Geschichte denken statt pauken. Geschichtsbuch für die Sekundarstufe II und III der Deutschsprachigen Gemeinschaft Belgiens. hgg. von Waltraud Schreiber, Florian Sochatzy und Marcus Ventzke, Bd. 3), Eichstätt 2013.
- Marcus Ventzke, Florian Sochatzy, Waltraud Schreiber: mBook Geschichte – Geschichte denken statt pauken. Geschichtsbuch für die Sekundarstufe I an Gymnasien, Nordrhein-Westfalen, Bde. 1–3, Eichstätt 2014.
- Marcus Ventzke, Florian Sochatzy, Waltraud Schreiber: mBook-l: Geschichte denken statt pauken. Geschichtsbuch für die Sekundarstufe I an Gymnasien, Nordrhein-Westfalen (Lehrerband), Eichstätt 2015.